# Кол ди Пра (Белуно)
Кол ди Пра (итал. Col di Prà) је насеље у Италији у округу Белуно, региону Венето.
Према процени из 2011. у насељу је живело 9 становника. Насеље се налази на надморској висини од 1060 м.